# Alfred Graber

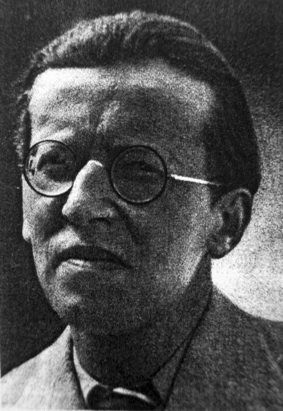
Alfred Graber

Alfred Graber (* 19. November 1897 in Basel; † 15. April 1987 in Lugano) war ein Schweizer Schriftsteller, Verlagslektor und Übersetzer.

## Leben
Alfred Graber stammte aus einer mennonitischen Familie. Er war Sohn des Jean und der Magdalena, geb. Würgler. Er studierte Deutsche und Französische Literatur an der Universität München ohne Abschluss. Er war als jung ein begeisterter Bergsteiger, dem unter anderem eine Erstbegehung am Sunnig Wichel in den Urner Alpen gelang.
1922/23 hielt er sich in München auf. Von 1921 bis 1926 war er Mitarbeiter der Deutschen Alpenzeitung und von 1926 bis 1931 Sekretär von Max Rychner bei der Neuen Schweizer Rundschau. Von 1938 bis 1952 war er Verlagsleiter und Lektor der Neuen Schweizer Bibliothek. 1948 veröffentlichte er den ersten Roman «Brasilianisches Abenteuer» von Walter Alvares Keller.
Als Autor verfasste er unter anderem mehrere Bücher mit Berg- und Wandergeschichten, Reiseromane, historische Romane und das autobiografische Werk «All die vergessenen Gesichter» mit Erinnerungen an seine vielen Freunde aus der literarischen Welt und dem Bergsteigen. Zu seinen Freunden zählten unter anderen der Schriftsteller und Journalist Henry Hoek und der Schweizer Kommunistenführer Edgar Woog. Aus dem Französischen übersetzte er Werke des Genfer Schriftstellers und Filmemachers Charles Gos, darunter «Die Nacht im Fels».
Grabers Nachlass befindet sich im Schweizerischen Literaturarchiv in Bern.

## Werke (Auswahl)
- Berge, Fahrten und Ziele. Bergland, München 1923.
- Ihr Berge, strahlend unvergänglich. Orell Füssli, Zürich 1952.
- Melodie der Berge. Schweizer Verlagshaus, Zürich 1962.
- All die vergessenen Gesichter. Benziger, Zürich 1972.
- Charles Gos, Alfred Graber (Übersetzung): Die Nacht im Fels. Verlagsanstalt Victor Attinger AG, Neuenburg 1937. Original: La nuit des Drus, Editions Payot, Lausanne 1929.